# 平成調理師専門学校
平成調理師専門学校（へいせいちょうりし せんもんがっこう）とは、学校法人平成学園が運営している徳島県徳島市にある専門学校（調理師養成施設）。
厚生労働大臣指定の専修学校。伊賀本校と大道校舎がある。
2018年3月末をもって休校状態である。

## 概要
学科
- 調理師本科（昼間部と夜間部がある）
- 専攻科

## 伊賀本校

### 所在地
- 〒770-0926 徳島県徳島市伊賀町2丁目19-2

### 交通
- JR高徳線徳島駅より徒歩15分。

## 大道校舎

### 所在地
- 〒770-0923 徳島市大道2丁目10-3

### 交通
- JR牟岐線阿波富田駅より徒歩5分。

## 脚註
1. ↑  平成調理師学校が休校 徳島新聞 2018年5月22日